# آی کاگو
آی کاگو (انگلیسی: Ai Kago؛ زادهٔ ۷ فوریهٔ ۱۹۸۸) بازیگر، خواننده-ترانه‌سرا، موزیسین جاز، و خواننده اهل ژاپن است.
از فیلم‌ها یا برنامه‌های تلویزیونی که وی در آن نقش داشته‌است می‌توان به جو-آن: روح سیاه اشاره کرد.